# Radu Poklitaru
Radu Poklitaru (nascido em 1972 em Chișinău, Moldávia) é o actual director (2006-presente) e gerente artístico do Kyiv Modern Ballet. De 2012 a 2014, ele foi um dos jurados do Everybody Dance! (em ucraniano: Танцюють всі!) Em 2014, Poklitaru foi o coreógrafo das cerimónias de abertura e encerramento dos Jogos Olímpicos de Inverno de 2014 em Sochi.
De 1991-2001, Poklitaru foi um dançarino de ballet do Teatro Nacional Académico Bolshoi na República da Bielorrússia. De 2001 a 2002, ele foi o coreógrafo-chefe da Ópera Nacional da Moldávia. De 2012 a 2013, Poklitaru foi o director criativo do Teatro Municipal Académico de Ópera e Ballet para Crianças e Jovens em Kiev.